# 八座
八座，又作“八坐”，是中國古代中央政府八种高级官员的代稱。历朝所指不盡相同，东汉指六曹尚书與令、仆射，三国曹魏、南朝宋、南齊指五曹尚书、二仆射和一令，隋、唐指以六部尚书、左右仆射及令为“八座”，清朝則指六部尚书。